# コブルストーン・レコード
コブルストーン・レコード（Cobblestone Records）は、アメリカのジャズ・レコード・レーベル。1972年にニューヨークでジョー・フィールズによって設立された。
コブルストーンには2つの連続した別の姿があった。かつては、1968年から1969年にかけてブッダ・レコードの子会社としてのシングル・レーベルとして存在した（ジョー・トーマスのLPはその時代から制作されている）。このシングル・ラインは1970年代初頭に休止状態となり、1972年にニューヨークのジョー・フィールズによって新しいバージョンのレーベルがブッダの子会社として設立された。
レーベルから発表されたものの多くは、ドン・シュリッテンによってプロデュースされた。レーベルのリリースの中には、1972年のニューポート・ジャズ・フェスティバル・ニューヨークからのレコーディングによる6枚のアルバム・シリーズがあった。レーベルはまた、ビッグ・ジョン・パットンを伴うグラント・グリーンによる、いまだ発表されていなかったレコーディングをリリースした。
インディーズ・レコード・レーベルの活発な時代を反映した動きとして、フィールズは後にミューズ・レコードを設立した。これは本質的にコブルストーンのアプローチの延長にあり、生み出された最初の大部分の作品をシュリッテンがプロデュースした。その後のプロデューサーの中には、マイケル・カスクーナやフレッド・セイバートがいた。レーベルのマテリアルの一部は、後にミューズ・レコードと32ジャズに移管された。

## ディスコグラフィ

### アルバム
- CST 7001: ジョー・トーマス : 『カミン・ホーム』 – Comin' Home
- CST 9000: エルメート・パスコアール : Hermeto
- CST 9001: エルモア・ジェームス : Southside Blues
- CST 9002: グラント・グリーン : 『アイアン・シティ』 – Iron City
- CST 9003: リチャード・デイヴィス : 『スピリチュアル哲学』 – The Philosophy of the Spiritual
- CST 9004: フレディ・マッコイ : Gimme Some!
- CST 9005: ニール・クリーク : Creque
- CST 9006: エリック・クロス : 『ドアーズ』 – Doors
- CST 9007: ルース・ブラウン : 『ザ・リアル・ルース・ブラウン』 – The Real Ruth Brown
- CST 9008: チャック・レイニー : 『ザ・チャック・レイニー・コーリション』 – The Chuck Rainey Coalition
- CST 9009: ボブ・フリードマン : Journeys of Odysseus
- CST 9010: ザ・ヴィジターズ : Neptune
- CST 9011: シダー・ウォルトン/ハンク・モブレー・クインテット : 『ブレイクスルー!』 – Breakthrough!
- CST 9012: ジミー・ヒース : 『ギャップ・シーラー』 – The Gap Sealer
- CST 9013: ソニー・スティット : 『テューン・アップ』 – Tune–Up!
- CST 9014: エマニュエル・ラヒム & ザ・カーリックス : Total Submission
- CST 9015: パット・マルティーノ : 『ザ・ヴィジット』 – The Visit!
- CST 9016: ボビー・ピアース : Introducing Bobby Pierce With Bobby Jones
- CST 9017: ハロルド・アウズリー : The Kid
- CST 9018: カタリスト : Catalyst
- CST 9019: ゲイリー・マクファーランド : Requiem for Gary McFarland
- CST 9020: スティーヴ・キューン : 『レイン・ドロップス…ライヴ・イン・ニューヨーク』 – Steve Kuhn Live in New York
- CST 9021: ソニー・スティット : 『コンステレーション』 – Constellation
- CST 9022: ボビー・ジョーンズ : 『アライヴァル・オブ・ボビー・ジョーンズ』 – The Arrival of Bobby Jones
- CST 9023: ニール・クリーク : Contrast!
- CST 9024: ノーマン・コナーズ : 『ダンス・オブ・マジック』 – Dance of Magic
- CST 9025: Various Artists : 『ニューポート・イン・ニューヨーク '72 第1〜2集』 – Newport in New York '72: The Jam Sessions Vol 1 & 2
- CST 9026: Various Artists : 『ニューポート・イン・ニューヨーク '72 第3〜4集』 – Newport in New York '72: The Jam Sessions Vol 3 & 4
- CST 9027: Various Artists : 『ニューポート・イン・ニューヨーク '72 第5集』 – Newport in New York '72 Vol 5: The Jimmy Smith Jam
- CST 9028: Various Artists : 『ニューポート・イン・ニューヨーク '72 第6集』 – Newport in New York '72 Vol 6: The Soul Sessions
- CST 9032: Various Artists : Newport in New York '72 ※上記6枚組ボックスセット
- CST 9035: ノーマン・コナーズ : 『ダーク・オブ・ライト』 – Dark of Light[2]

## 参照
- レコード会社一覧